# Arjowiggins
Arjowiggins est le résultat de la fusion internationale de deux groupes papetiers, le français Arjomari Prioux et l’anglais Wiggins Teape Appleton, en 1990.
C'est une société holding.

## Histoire

Ancien logo.

Historiquement, les entreprises à l'origine du groupe Arjowiggins sont liées, comme toute entreprise papetière, à un cours d'eau sur leur lieu de fondation : river Dour en Angleterre (Wiggins), Grand Morin en France (Arjomari), Fox river aux États-Unis (Appleton), río Anoia en Espagne (Guarro).

### 1469-1953: héritage industriel
- 1469 : sur le ruisseau Rupt-de-Raon (Arches), naissance des premières fabriques de papier à partir de moulins à grain reconvertis, avant officialisation juridique en 1492 (France).
- 1698 : fondation de la papeterie de Ramon Guarro, en Catalogne à La Torre de Claramunt (Espagne).
- 1761 : création du moulin de Buckland, site historique de fabrication de la marque Conqueror (Angleterre).
- 1770 : création de la papeterie de Stoneywood près d'Aberdeen (Écosse).
- 1828 : Félix Delagarde, propriétaire de la papeterie du Marais à Jouy-sur-Morin rachète la papeterie Sainte-Marie à Boissy-le-Châtel, constituant la Société des papeteries du Marais et de Sainte-Marie, une des premières SA françaises (France).
- 1874 : création de la Dalum Papirfabrik, à Odense (Danemark).
- 1889 : création d'Industria de Papel e Celulose de Salto (São Paulo), première entreprise papetière au Brésil, par Melchert & Cia (Brésil).
- 1890 : rachat de l'usine de Buckland (Conqueror) par le distributeur Wiggins-Teape (Royaume-Uni).
- 1907 : création d'Appleton dans le Wisconsin, par Charles S. Boyd (États-Unis).
- 1922 : rachat de la papeterie écossaise Pirie par Wiggins-Teape (Royaume-Uni).

### 1953-1990: les fusions/acquisitions

Logos des anciennes entreprises créatrices du groupe : Arjomari 1954, Arjomori-Prioux 1968, Wiggins-Teape-Appleton 1990.

- 1954 : fusion de quatre papeteries concurrentes qui produisent des papiers à haute valeur donnant naissance au premier groupe papetier français ARJOMARI ; le nom du groupe provient des deux premières lettres des papeteries qui fusionnent : ARches (Vosges), JOhannot (Ardèche), MArais (Seine-et-Marne) et RIves (Isère).
- 1962 : rachat des papeteries Delcroix par le groupe anglais Wiggins Teape (Belgique).
- 1968 : la société Prioux-Dufournier rejoint Arjomari ; Le groupe devient Arjomari-Prioux.
- 1970 : acquisition de Wiggins Teape par B.A.T. (British American Tobacco).
- 1976 : acquisition des Papeteries Canson & Montgolfier par Arjomari Prioux.
- 1978 : acquisition d’Appleton par British American Tobacco (B.A.T.).
- 1988 : le groupe agro-alimentaire Saint Louis (alors très diversifié) devient le principal actionnaire d'Arjomari-Prioux.
- 1989 : acquisition de l'espagnol Guarro Casas et Bernard Dumas par Canson.
- 1989 : Appleton et Wiggins Teape sont fusionnés par BAT pour former WigginsTeape Appleton p.l.c.
- 1990 : WigginsTeape Appleton p.l.c. est revendu sur le marché par BAT. Naissance du groupe ArjoWiggins Appleton dit « AWA », issu de la fusion du français Arjomari-Prioux et de l'anglais Wiggins-Teape-Appleton (sous le statut de S.A.).

### 1991-2019: restructuration et internationalisation
- 1991 : revente de la filiale portugaise Soporcel.
- 1992 : OPE du groupe agroalimentaire français Saint-Louis.
- 1993 : retour d'ArjoWiggins à la Bourse de Paris.
- 1994 : fermeture de l'usine d'Ettlingen (Allemagne).
- 1995 : crise interne au sein de la direction du groupe Arjo-Wiggins-Appleton.
- 1997 : première implantation d'ArjoWiggins en Chine.
- 1999 : ArjoWiggins achète Papel de Saltole (groupe Votorantim) réorganisation de Canson Brasil and ArjoWiggins Brasil. Fermeture de l'usine de Cardiff (Pays-de-Galles).
- 2000 : OPA amicale : prise de contrôle à 100 % d'ArjoWiggins Appleton par Worms et Cie ; déjà propriétaire du groupe Saint-Louis, elle en cède l'essentiel à l'allemand Südzucker. Worms & Cie était une holding appartenant à l'italien IFI -G.Agnelli A de la famille Agnelli.
- 2001 : naissance d'ArjoWiggins sous sa forme actuelle. Le groupe Sequana Capital (ex-Worms et Cie) se sépare de Appleton Inc. et réorganise son pôle industriel en trois unités distinctes : Antalis (distributeur de papier et de supports de communication), Carbonless Europe (producteur de papiers autocopiants), ArjoWiggins (producteur de papiers techniques et de création, basé en France), sous le statut juridique de SASU non-cotées.
- 2002 : rachat du néerlandais V.H.P. Security (papiers de sécurité). 2002 : échec de la tentative de contrat avec la Reserve Bank of India (Inde).
- 2003 : deuxième plan social[5],[6],[7].
- 2004 : réintégration de Carbonless Europe à ArjoWiggins[8].
- 2005 : fermeture de l'usine de Fort-William (Écosse).
- 2006 : vente de la marque Canson-Montgolfier au groupe Hamelin (ArjoWiggins conserve l'usine et fabriquera le Canson pour Hamelin).
- 2007 : rachat du danois Dalum Papir[9]. 2007 : fermeture d'usine en Belgique.
- 2008 : rachat au canadien Cascades de l'usine de désencrage Greenfield de Château-Thierry[10].
- 2010 : vente de son usine de fabrication de papier de Moulin du Roy au groupe Hamelin.
- 2011 : vente des activités Décor de ses usines d'Arches (France) et de Dettingen (Allemagne)[11].
- 2012 : fermeture de Dalum, située à Odense au Danemark[12].
- 2014 : mouvements sociaux et séquestration de quatre membres de l’équipe dirigeante du groupe à la suite du transfert en Écosse de l’activité de la papeterie de Charavines en Isère.
- 2015 : fermeture de la papeterie de Wizernes, dans le Pas-de-Calais.
- 2019 : liquidation judiciaire des papeteries de Crèvecoeur, Le Bourray, Greenfield et Bessé-sur-Braye (où travaillaient plus de 580 employés).

### Procédure judiciaire
Le mardi 8 janvier 2019, le tribunal de commerce de Nanterre a officiellement placé en redressement judiciaire les filiales du papetier Arjowiggins : Arjowiggins papiers couchés et Arjowiggins Creative Papers.
Le 8 janvier 2019, le holding est placé en procédure de sauvegarde.
Le 29 mars 2019, le tribunal de commerce de Nanterre place officiellement le site le plus important, celui de Bessé-sur-Braye, en liquidation judiciaire,. Deux autres sites basés en France seront repris (l'usine de Bourray), dont l'un seulement partiellement (l'usine de Château-Thierry). Au total, ce sont plus de 700 emplois qui seront supprimés à la suite de cette décision de justice. La députée LREM de la Sarthe Pascale Fontenel-Personne s'est exprimée. « C’est un drame. Je demande la mise en place d’une cellule psychologique pour les salariés et les sous-traitants ». La députée indique ne pas s'arrêter de chercher 20 millions d'euros de financements publics pour sauver le site.
Le 10 avril 2019, le holding est placé en redressement judiciaire.
Le 17 avril 2019, le holding est placé en liquidation judiciaire.
Début janvier 2020, les anciens salariés du site de Bessé-sur-Braye espèrent toujours sauver leur usine en mettant au point un papier susceptible de remplacer le plastique pour la vaisselle jetable. Un projet jugé rentable par des experts et qui pourrait permettre de sauvegarder des emplois. Cependant ce projet avait été jugé irréaliste par l'ancienne directrice générale d'Arjowiggins. Un autre projet sur la production de papier recyclé a été porté par l'association Action citoyenne pour l'intérêt général.

## Établissements
Le groupe Arjowiggins compte 7 400 employés (3 500 en France), dont 800 cadres et 215 ingénieurs (cinquante en France au centre d'Apprieu).
Le schéma organisationnel est géographiquement réparti sur trois régions plates-formes internationales : Amérique du Nord et Amérique du Sud ; Europe - Moyen-Orient - Afrique ; Asie-Pacifique. Cette organisation est opérationnelle pour : la direction des activités marketing et ventes ; le management et l'optimisation des ressources de la région sur le plan industriel, commercial et administratif dans le Groupe ; et l'aide pour chaque branche à identifier les opportunités potentielles régionales.
En ce qui concerne les sièges de divisions, plusieurs sont situés en France : le siège de la Division papiers abrasifs en Alsace (Arjowiggins - Abrasive Papers Sales & Marketing Headquarters : 67960 Entzheim) ; le siège de la division papiers décoratifs est aussi en Alsace (à Arjowiggins - Décorative papers Arjowiggins S.A.S. : 67931 Lingolsheim) ; le siège de la division papier médicaux Arjowiggins - Medical and Hospital Papers est au siège central de Boulogne Billancourt 92100 (comme le siège d'Arjowiggins Security).
La liste des établissements d'Arjowiggins se répartit comme suit : 1 siège social, 2 centres de recherche et développement, 30 usines de production, 22 bureaux de vente et directions commerciales ; le tout sur 22 pays.

## Activités
Par domaines sectoriels, l'activité d'Arjowiggins se répartit entre les secteurs :
- Graphique, qui concerne la production les marchés de l'impression et de l'édition.
- Communication, qui s'adresse aux marchés de la communication d'entreprise, avec trois activités :
  - communication d'entreprise et publicité,
  - emballage de luxe,
  - papiers autocopiants et notices pharmaceutiques).
- Sécurité et Technologie (regroupe 3 activités :
  - Sécurité (billets de banque, documents sécurisés : chéquiers, passeports biométriques, cartes à jouer pour les casinos),
  - Industrie (papiers décor, papiers abrasifs…),
  - Santé (emballages, couvertures hospitalières… normes ISO 9001, ISO 14001, ISO EN 11607).

Par technologies de production (plus de 1 500 brevets) sur 3 centres de recherche : 
- 17 % du chiffre d'affaires du groupe se fait sur les nouveaux brevets[Quand ?]. En technologie environnementale, les produits de la gamme Skin (produits utilisant exclusivement des pulpes élémentaires exemptes de chlore (ECF) provenant d’arbres cultivés dans des forêts durables). En termes d’application au développement durable, toutes les usines d’Arjowiggins ont obtenu ou sont en voie d’obtenir la certification ISO14001 basée sur l’International Environmental Management Standard.

Par société filiale, la répartition des secteurs d'activité :
- Canson Brésil (papier d'art et de création) ; Canson France (papier d'art et de création) ; Canson USA (papier d'art et de création) ; Canson Pologne (papier d'art et de création) ; Conqueror (papiers fins) ; Arjowiggins (papiers, papiers fins, impressions et transferts) ; Gep (sécurité) ; Arjowiggins Security (sécurité) ; European Printed Products (spécialités) ; Polyart-Arjobex (spécialités) ; Arjowiggins USA (spécialités) ; Guarro (spécialités) : 3 filiales en Amérique du Sud, 3 usines (Gelida à Barcelone, Campdevànol à Gérone, et une troisième Creysse en Dordogne - Bernard Dumas).

Arjowiggins ne produit pas de produit brut (pâte à papier), ni de papier de gammes grand public ou économique, et n'a cessé de se recentrer sur les secteurs de luxe et de haute-technologie papetière (papiers médicaux, papiers de sécurité, papier de création) en cédant ses actifs dans les secteurs plus communs (fabrication de papier brut au Portugal, fabrication de papier autocollant au Royaume-Uni). La seule nouveauté ou virage de pris, se situe avec la présidence Dehelly, sur les produits « verts », la filière du papier recyclé étant bien en place et avec une demande qui excède l'offre, à l'inverse de l'ensemble du milieu papetier depuis vingt ans.

## Finances
Arjowiggins fait partie de la holding Sequana Capital. Sur ses segments de marché, ses produits se vendent à : 800 euros la tonne pour le papier couché courant, 2 000 euros la tonne pour le papier couché recyclé, et jusqu'à 12 000 euros la tonne pour le papier de sécurité pour les billets de banque (état du marché en 2008). Par segment d'activité, leur poids respectif au sein du chiffre d'affaires 2006 donne la répartition de : sécurité et technologie = 36 %, graphique = 33 %, communication = 32 %. Dans ses actifs, la société a aussi la particularité d'être dotée d'un patrimoine industriel énorme, héritage foncier de l'histoire des différentes anciennes entreprises à l'origine du groupe Arjowiggins.
On peut aussi mesurer l'évolution financière par les données des actifs (1,081 milliard d'euros d'actif net réévalué, fin 2004). L'irrégularité des résultats peut néanmoins être relativisée au vu des chutes beaucoup plus brutales d'autres groupes papetiers (par exemple, -72 % sur ses résultats 2005 pour le Finlandais UPM-Kymmene). La situation en 2008 restant tout de même tendue (hausse des coûts de l'énergie, hausse de l'euro, hausse du prix de la matière première), malgré certaines améliorations de résultats financiers et le contexte sectoriel difficile
|                                        | 2013  | 2014  | 2015 | 2017  | 2018  |
| -------------------------------------- | ----- | ----- | ---- | ----- | ----- |
| Chiffre d'affaires en millions d'euros | 5,6   | 4,4   | 9    | 3,7   | 3,7   |
| Résultat net en millions d'euros       | - 331 | + 213 | + 13 | - 206 | - 121 |

### Les restructurations
- Arjo-Wiggins-Appleton a connu une première vague de plans sociaux dans les années 1990 (1992-1995), dans le cadre d'une mission d'urgence qui s'est soldée par la suppression de 700 postes en Europe (dont 200 en France), mais qui n'a permis qu'une rémission temporaire des résultats financiers[23]. Au départ, avec la présence d'Appleton dans le groupe, la SA A.W.A. comptait plus de 19 000 salariés.
- Dans la première partie des années 2000, la SAS ArjoWiggins (7 800 salariés en 1999, après la cession d'Appleton et la triple séparation d'Antalis et Carbonless) a connu deux vagues de licenciements en Europe en 2001 et surtout 2003 : usines de Crèvecœur (pourtant sur le secteur à forte valeur ajoutée des billets de banque, qui perd 1/3 de ses salariés), de Chartham, et d'Ivybridge.
- La seconde partie des années 2000 voit d'abord un plan social en 2007 (concernant une cinquantaine de salariés sur ses sites français de Rives et de Charavines) ; faits dramatiques, mais sans commune mesure avec les vagues de licenciements à quatre chiffres annoncés dans les grands groupes papetiers International Paper et Stora-Enso. Puis l'annonce d'une réorganisation plus en profondeur pour éviter les doublons du groupe et réorienter les productions à faible valeur ajoutée hors de la Zone euro (Brésil, Chine) et réorienter les usines européennes vers les productions à haute valeur ajoutée[24].
- Début 2019, en pleine crise de la papeterie liée à la dématérialisation des échanges, on apprend qu'un plan social se prépare au sein de trois sites de production en France (Bessé-sur-Braye, Le Bourray et l'usine de Greenfield à Château-Thierry). Plus de 900 emplois sont concernés par ces fermetures programmées[25].
- Un projet de redémarrage de la papeterie de Bessé-sur-Braye a été présenté à la présidente de région Pays de la Loire, Christelle Morançais pour la production de papier recyclé qui fait défaut actuellement en France.
- L'association Action citoyenne pour l'intérêt général[26] défend ce projet de redémarrage pour le papier recyclé à Bessé-sur-Braye.
- Une action en justice est en cours pour dénoncer les licenciements abusifs, la gestion frauduleuse de la papeterie Arjowiggins de Bessé-sur-Braye contre Pascal Lebard, ancien président Sequana/Arjowiggins, actuel président d'Antalis.

## Équipes dirigeantes
| Années    | Noms                | Titre             | Nationalité | Statut d'entreprise        |
| --------- | ------------------- | ----------------- | ----------- | -------------------------- |
| 1990-1992 | Stephen Walls       | DG                | britannique | Arjo-Wiggins-Appleton S.A. |
| 1992-1996 | Alain Soulas        | DG                | française   | Arjo-Wiggins-Appleton S.A. |
| 1996-1999 | Philippe Beylier    | DG                | française   | Arjo-Wiggins-Appleton S.A. |
| 1999-2000 | Ken Minton          | Pdt exécutif      | britannique | Arjo-Wiggins-Appleton S.A. |
| 2000-2001 | Luca Paveri Fontana | Pdt exécutif      | italienne   | S.A.S.U. ArjoWiggins       |
| 2001-2004 | François Wanecq     | Pdt du directoire | française   | S.A.S.U. ArjoWiggins       |
| 2004-2005 | Gérard Bougniart    | Pdt du directoire | française   | S.A.S.U. ArjoWiggins       |
| 2005-2008 | Charles Dehelly     | Pdt du directoire | française   | S.A.S.U. ArjoWiggins       |
| 2008-2019 | Pascal Lebard       | Pdt du directoire | française   | S.A.S.U. ArjoWiggins       |